# Fraham
Fraham est une commune autrichienne du district d'Eferding en Haute-Autriche.